# Обуховский район (Петроград)
Эта статья о районе, существовавшем в Петрограде в 1917-1918 году. Статью об административном районе Киевской области см. здесь: Обуховский район.
Обуховский район — исторический топоним; административно-территориальная единица Петрограда. Образован в марте 1917 года в контексте начавшейся после Февральской революции реформы административно-территориального устройства Петрограда. Александровский участок, на территории которого был создан Обуховский район, располагался на крайнем юго-востоке Петрограда, вдоль Невы к югу от Шлиссельбургского участка.
Назван по основному градообразующему объекту района — Обуховскому заводу (основан 4 мая (16 мая) 1863 года товариществом П. М. Обухова, Н. И. Путилова и С. Г. Кудрявцева), расположенному в селе Александровском на берегу Невы, на Шлиссельбургском тракте. По этому же заводу ранее получила имя узловая станция Обухово Николаевской железной дороги, расположенная в этом же районе.
По ходу дальнейшей реорганизации городского территориального устройства, проходившей уже после Октябрьской революции, в феврале 1918 г. был объединён с Невским районом в Невско-Обуховский район.

## История района

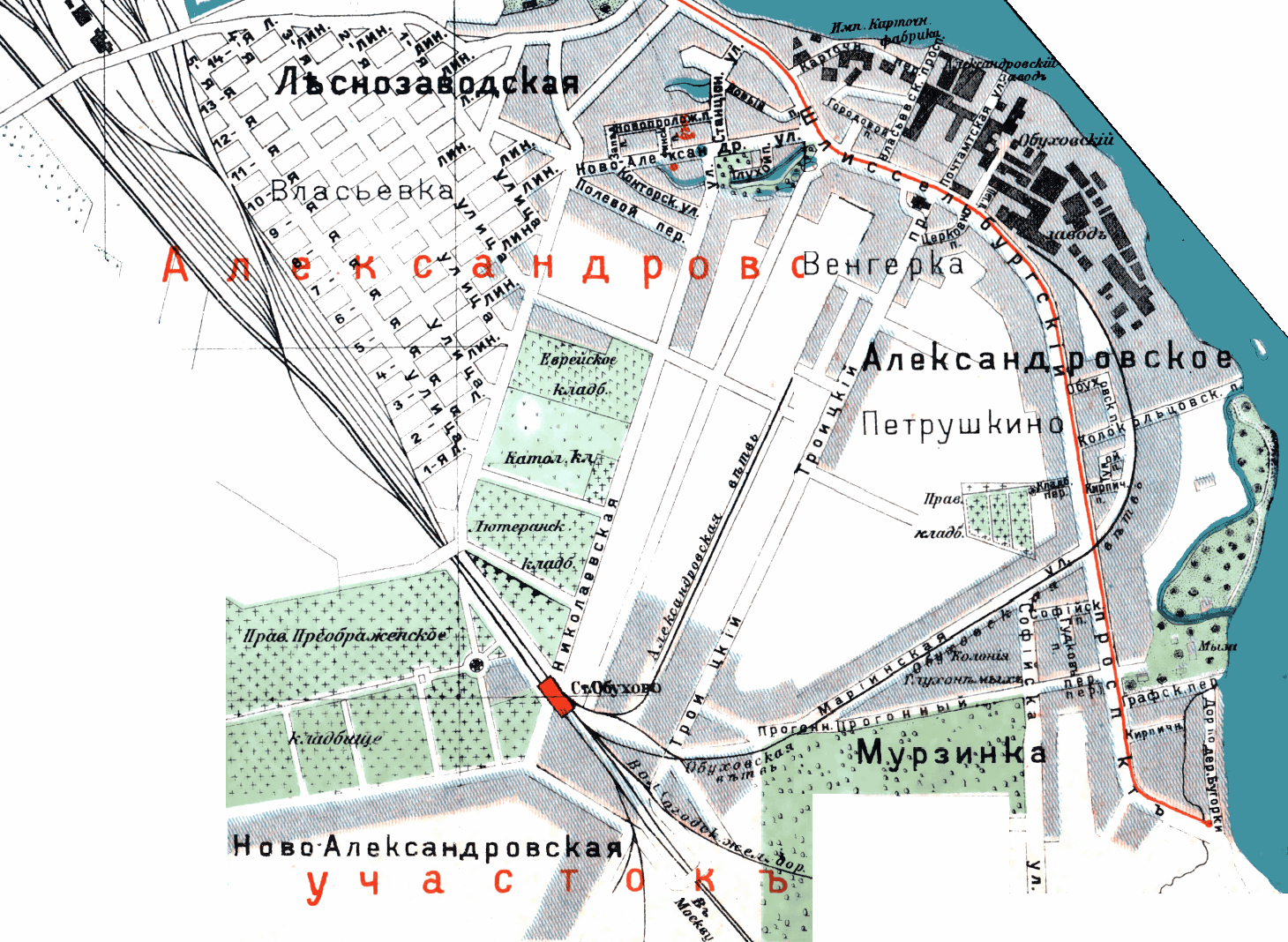
Предшественник Обуховского района — Александровский участок на карте из справочника «Весь Петроград» за 1917 год.

В правление Николая II вопросы городского устройства столицы Российской империи пришли в упадок. Несмотря на ускорение индустриального роста, за 23 года его царствования (1894-1917), так и не были составлены ни план генерального межевания, ни межевая книга столицы. Фактически, на момент свержения монархии Петроград не имел законно установленных городских границ. Все акты, издаваемые Городской думой в 1895-1917 гг. по этому вопросу, представляли собой копии так называемого «плана урегулирования», утверждённого Александром II в 1880 году.
В попытках разрешить противоречие между нежеланием изменять состав участков города (эквивалент административным районам) и потребностями роста города, вызванными растущей индустрией, власти нашли паллиативу в виде так называемых пригородных участков. Экономически эти рабочие предместья уже принадлежали столице, но фактически статус пригородных участков отличался от «исконных» городских. По административным вопросам пригородные участки подчинялись Петроградскому градоначальству, а по хозяйственным - уездным властям (земствам). Многочисленные попытки городских властей включить в состав города так называемые пригородные участки ни к чему не привели: «значительная часть рабочего населения пригородов пребывала в бедности и не была способна платить городские налоги. Кроме того, препятствиями были низкий уровень благоустройства, отсутствие электричества, водопровода, канализации, нехватка больниц, школ и другой социальной инфраструктуры»
В этом свете не удивительно, что реформа городского устройства Петрограда вошла в число первых «узаконений» новой власти при Временном правительстве. 24 марта 1917 года Городская дума одобрила «Временное положение о районных думах Петрограда», согласно которому прежние участки упразднялись, а на их место приходили районы, как новый тип административно-территориальной единицы города.
В этот документ вошли не все семь пригородных участков Петрограда. Так, Шлиссельбургский участок получил новый статус и стал называться Невским районом, а примыкающий к нему с севера Александровский участок с позиции Временного правительства так и остался в «подвешенном состоянии» между городом и Петроградским уездом. Однако к этому времени
Акт Временного правительства от 15 июля 1917 года, по которому все пригородные участки и входящие в их состав населённые пункты должны были быть присоединены к Петрограду, вызвал недовольство со стороны некоторых районных дум. 5 августа 1917 года правительству пришлось сделать оговорку, что новые границы города являются временными, и обязать министра внутренних дел решить этот вопрос совместно с уездными властями. Однако параллельно с этой пирамидой управления в условиях двоевластия в Петрограде, как и по всей России, действовала структура Советов рабочих, крестьянских и солдатских депутатов. Поддерживая основную идею реформирования городской структуры, эти Советы после Февральской революции также самоорганизовались по районам Петрограда. Предубеждений относительно пригородных участков в этой подсистеме власти не было, и таким образом, среди прочих, в составе города и оказался Обуховский район, созданный на базе бывшего пригородного Александровского участка.

## События
В мае 1918 года по возвращении из Ледового похода Балтийского флота к причалам Обуховского завода встали на ремонт несколько кораблей. Вскоре после этого в результате интриг и оговоров со стороны Троцкого и его приспешников был предан трибуналу и расстрелян капитан 1-го ранга Щастный, который в должности командира Балтийского флота организовал и осуществил эту операцию по выводу эскадры из Гельсингфорса, не дав её захватить белофиннам. 22 июня Щастный был расстрелян. Опасаясь, что расстрел этого популярного среди моряков командира может вызвать резкое неприятие со стороны офицеров и матросов экипажей, осуществивших эту грандиозную операцию, Троцкий приказал Совкомбалту «предпринять решительные меры для подавления возможного мятежа». Обуховский район был объявлен на военном положении.

Из Кронштадта прибыл отряд моряков в 500 штыков, которые оцепили весь Обуховский район
Кроме того, на противоположный берег Невы перегнали бронепоезд «Петропавловск» и развернули артиллерийские батареи. После того, как присланный отряд разоружил экипаж эсминца «Капитан Изыльметьев» и арестовал 3 офицеров и 5 матросов, экипажи эсминцев «Гавриил», «Изяслав» и «Свобода» вывели свои корабли на фарватер и встали на якорь напротив Рыбацкого. Однако Совкомбалту удалось уговорить экипажи выдать «зачинщиков» и вернуть корабли к причалу. Впоследствии арестованные моряки, несколько месяцев назад спасшие корабли от сдачи белофиннам, были обвинены в намерении якобы выйти в Ладожское озеро, чтобы сдаться этим же самым финнам.